# Szakács Mózes

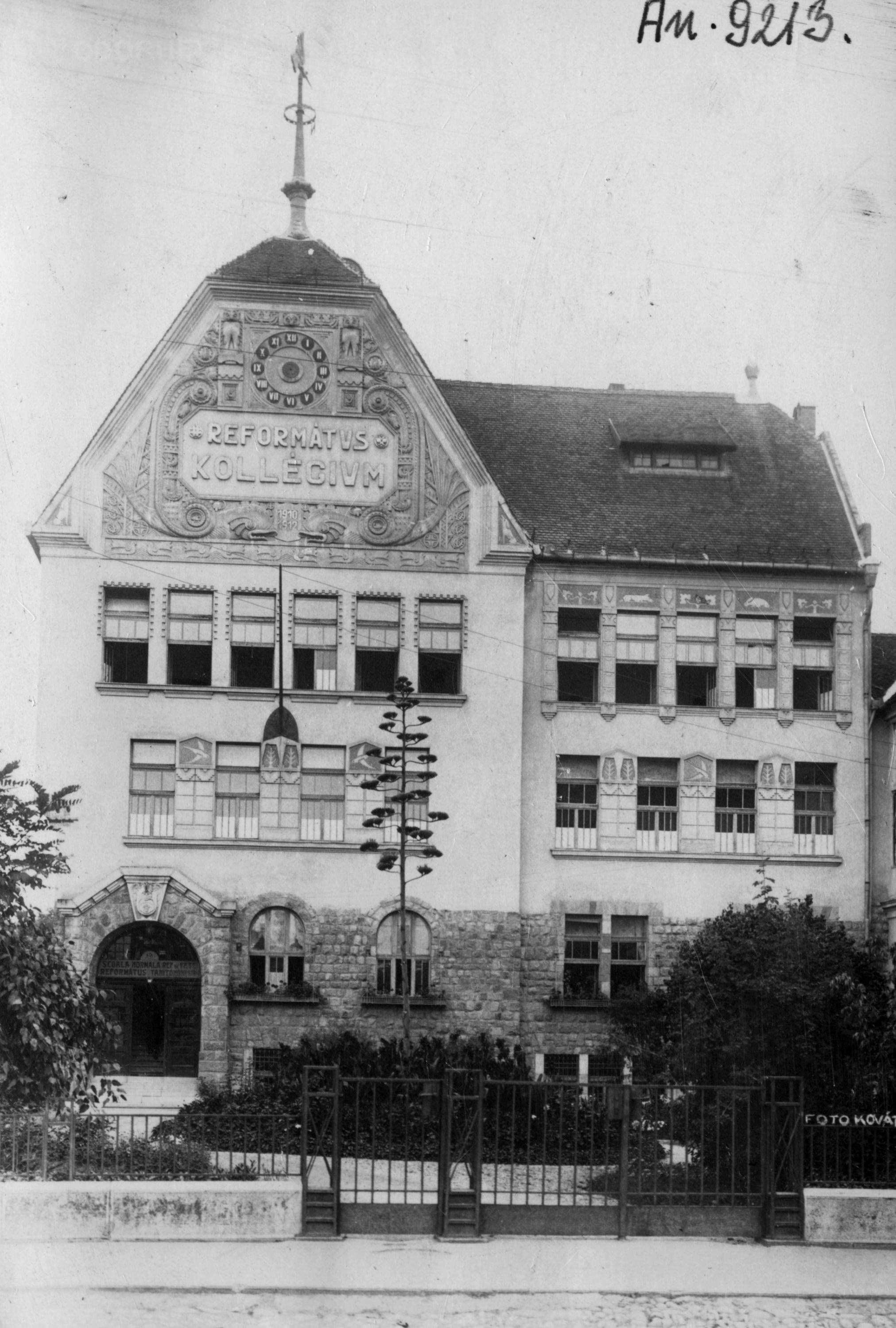
Székelyudvarhelyi református kollégium 1921-ben. Itt tanult Szakáts Mózes 1836-1844 között és itt tanított 1836-tól haláláig 1894-ig

Szakács Mózes (Betfalva (Udvarhely megye), 1828. november 11. – Székelyudvarhely, 1894. október 13.) református lelkész és kollégiumi tanár.

## Élete
Betfalván született földmívelő szülőktől. 1836-ban lépett a székelyudvarhelyi református kollégiumba és a középiskolai tanfolyam bevégzése után 1844-ben felvétetett a felsőbb tudományok hallgatói közé, 1848-ig a bölcseleti és jogi tanfolyamot végezte; 1851-től 1852-ig teológiát hallgatott és 1854-ben állotta ki a papi szigorlatot; mint papjelölt volt 1855-56-ban az akkor Kolozsvárt székelt nagyenyedi teológiai akadémián; egy félévet a budapesti teológiai akadémián töltött 1859-60-ban. Éveken keresztül szolgált Székelyudvarhelyt, Kolozsvárt és Sz.-Szentgyörgyön köztanítói minőségben. Az 1863-64. évet a berlini egyetemen töltötte teológiai, latin és görög irodalmi és történelmi előadások hallgatásával. Berlinből hazajőve a budapesti református gimnáziumnál segédtanár lett, végre 1867-ben ugyanoda rendes tanárrá választatott és ott működött 1871 őszéig, amikor a székelyudvarhelyi kollégiumnál elfoglalta a tanári székét. Volt kollégiumi könyvtárnok, tanvezető és igazgató-tanár, egyházi tanügyi előadó; az udvarhelyi polgári kört ő alapította s 22 évig vezette ügyeit. A református leányiskolában sok évig tanított ingyen. Tanított 40 évig. A kollégiumi irattárat 1878 és 1884 között rendezte. 1871-től haláláig vezette az általa alapított Székelyudvarhelyi Polgári Olvasókört. Forró Albert írta: „Minden közösség – akár a nemzet, akár a szűkebb, helyi jellegűek – csak a közügyek iránt érzékkel bíró és azokat felelősséggel felvállaló személyek tevékenysége által válik működőképessé. Székelyudvarhely és az olvasókör viszonylatában egy ilyen, a helyi kisvárosi társadalom szellemi arculatát meghatározó személy volt Szakács Mózes kollégiumi tanár, aki a Polgári Olvasókört megalakulásától 1894-ben bekövetkezett haláláig irányította. „Az ernyedetlen szorgalom, fáradhatatlan munkásság példányképe” volt az egylet tagjainak szemében. „Szakács Mózes nem csupán a lapolvasást, az önművelés igényét honosította meg Székelyudvarhely kispolgári közegében, de az elsők közt próbált tenni a város iparának fejlesztéséért. Feladatának tartotta az ipar fejlesztése érdekében legalább az idevágó irodalmi termékek megszerzése által bármi keveset lendíteni. Mert igaz ugyan, hogy legelső kötelességünk az általános műveltség terjesztése, de az is igaz, hogy korunk társadalmi életében a munka szakok szerént lévén felosztva, a szakképzettség életfeltétel, minden ember csak is annyi értékű lévén a mennyi munkára képes!” Késlekedés nélkül szakkönyveket és - lapokat rendeltek – az Iparosok Lapját, a Házi iparlapot, az Iparügyeket stb. – az olvasókör iparos és kereskedő ifjúsága számára. Az ő tagdíjukat félárban állapították meg, hogy a közművelődés mellett szakmai ismereteiket is gyarapíthassák. Ő indította 1877-ben az Udvarhelyi Híradót, amely előfizetők hiányában csak egy évig működött.
Értesítő 1894/95: „Gönczi Lajos: az 1894/5-ik évet ünnepélyesen szeptember 4-ikén nyitottuk meg…. Még mielőtt az iskolai esztendő megnyílt volna Szakács Mózes tanár súlyos betegségbe esett, mely ágyba döntötte, honnan többé föl sem kelt. 1894. október 13-ikán a halál szenvedéseitől megváltotta; a nagyérdemű tanártársnak október 15-ikén végbe ment temetésén részt vett a város és közeli vidék egész intelligens közönsége s a helybeli középiskolák tanuló ifjúsága is, tanáraik vezetése alatt. 23 éven át szolgálta iskolánk ügyét nemes önzetlenséggel, lankadatlan buzgalommal s vezette az ifjúságot hazafias és egyházias szellemben. …Temetése alkalmával imát Menyhárt András, egyházmegyei esperes, mondott, beszédet Gönczi Lajos igazgató és Makai Károly tanuló.” A megemlékezésből is kiderül, hogy Szakács Mózes a latin és görög, továbbá a német nyelvet, s a magyar irodalmat tanította.
Szakács Mózest gyászolták özvegye Piskóty Erzsébet, gyermekei Ilonka és Zoltán, sógorai Piskóty István, Piskóty József, sógornője Piskóty Borcsa, unokahúga Szakács Róza, Jodál Józsefné.
Cikkei a Vasárnapi Ujságban (1864. 32. sz. A berlini magyar tanulói körből); a székelyudvarhelyi református kollegium Értesítőjében (1876. Emlékbeszéd Comenius Ámos Jánosról, születése háromszázados évfordulóján); a Protestáns Közlönyben (1892. A jövendő gymnasiumról); több kisebb-nagyobb költeményt írt az egyházi lapokba és könyvismertetést a Tanáregylet Közlönyébe (1867).

## Munkái
- Buzdító beszéd, melyet 1863. jan. 25. a sepsi-szent-györgyi ev. ref. gyülekezet leánynöveldéje számára alapított magtár megnyitását megelőzött isteni tisztelet alkalmával tartott. Pest, 1865.
- A berlini magyar egylet tizennyolcz esztendős életének némi vázlata. Uo. 1866.